# Krzysztof Amielańczyk
Krzysztof Amielańczyk (ur. 13 września 1961 w Toruniu) – polski prawnik, adwokat, profesor nauk prawnych, nauczyciel akademicki związany z Uniwersytetem Marii Curie-Skłodowskiej w Lublinie i Uniwersytetem Gdańskim.

## Życiorys
W 1980 roku rozpoczął studia prawnicze na Wydziale Prawa i Administracji Uniwersytetu Gdańskiego. Od 1983 roku naukę kontynuował na Uniwersytecie Marii Curie-Skłodowskiej w Lublinie, gdzie w 1985 roku, po uzyskaniu tytułu zawodowego magistra, został zatrudniony w Katedrze Prawa Rzymskiego. W 1992 roku przebywał na półrocznym stażu naukowym w Department of Jurisprudence jako stypendysta Uniwersytetu w Aberdeen. W 1994 napisał rozprawę doktorską z prawa rzymskiego Lex Cornelia de sicariis et veneficis w okresie późnej republiki rzymskiej. Habilitował się w 2007 r. na podstawie dorobku naukowego i rozprawy habilitacyjnej Rzymskie prawo karne w reskryptach cesarza Hadriana, za którą to uzyskał I nagrodę w XLIII Ogólnopolskim Konkursie „Państwa i Prawa” na najlepsze prace habilitacyjne i doktorskie. Tytuł profesora nauk prawnych otrzymał z rąk Prezydenta RP Bronisława Komorowskiego w dniu 17 lutego 2015 r.
Od 1 marca 2009 r. jest zatrudniony także w Katedrze Postępowania Cywilnego Uniwersytetu Gdańskiego. W 2011 roku został profesorem nadzwyczajnym tej uczelni.
Jest członkiem Komitetu Nauk o Kulturze Antycznej PAN, Lubelskiego Towarzystwa Naukowego, Komisji Rewizyjnej przy Okręgowej Radzie Adwokackiej w Lublinie oraz Komisji Egzaminacyjnej do spraw aplikacji radcowskiej przy Ministrze Sprawiedliwości.

## Publikacje
- Quid leges sine moribus, wyd. UMCS 2009
- Lex Cornelia de sicariis et veneficis. Ustawa Korneliusza Sulli przeciwko nożownikom i trucicielom 81 r. p.n.e., wyd. UMCS 2011
- Rzymianie i ich „prawo medyczne” : (aspekty prawno-karne), Zeszyty Prawnicze UKSW 11/1, 69-90 2011
- Crimina legitima w rzymskim prawie publicznym, wyd. UMCS 2013
- Prawo karne i polityka w państwie rzymskim, wyd UMCS 2015 – współautor